# Нарвський провулок
На́рвський прову́лок — зниклий провулок, що існував у Дарницькому районі міста Києва, місцевість село Шевченка. Пролягав від Нарвської до Горлівської вулиці.
Прилучалися Харківське шосе та Урожайна вулиця.

## Історія
Провулок виник не пізніше кінця 1940-х років під назвою 52-га Нова вулиця. Назву Нарвський (на честь міста Нарва) провулок отримав 1955 року.
Ліквідований у середині 1980-х років у зв'язку зі знесенням малоповерхової забудови села Шевченка та частини Нової Дарниці.